# Mitzi Mayfair
 (octobre 2017).
Si vous disposez d'ouvrages ou d'articles de référence ou si vous connaissez des sites web de qualité traitant du thème abordé ici, merci de compléter l'article en donnant les références utiles à sa vérifiabilité et en les liant à la section « Notes et références ».
 Juanita Emylyn Pique  est une actrice et danseuse américaine.

## Biographie
Elle est née à Fulton au Kentucky elle grandit à Saint-Louis (Missouri) au Missouri. 

### Carrière
À l'âge de 15 ans elle débute comme danseuse de claquettes à Manhattan, où sa souplesse fascine le public.
Pendant la Seconde Guerre mondiale, Mitzi part en tournée en Angleterre pour motiver les troupes avec Carole Landis, Martha Raye et Kay Francis. En 1942, Landis écrit un livre sur son expérience, Four Jills in a Jeep, où elle mentionne Mitzi Mayfair. Le livre est adapté en comédie musicale en 1944, où Mayfair, Landis, Raye et Francis jouent leur propre rôle. 

### Vie privée
Elle se marie avec Albert F. Hoffman en 1938. Ils divorcent en 1944. Elle se remarie la même année, avec Charles Henderson. Elle divorce en 1959 pour se remarier en 1963 avec Fred Schwartz Cook. Ils vivent ensemble jusqu'à sa mort en 1976.
En 1943 elle est déclarée en faillite personnelle il lui restait 200 $.

## Filmographie
- 1929 : Manhattan Serenade
- 1930 : Paramount on Parade
- 1932 : Tip Tap Toe
- 1933 : Use Your Imagination
- 1934 : The Policy Girl
- 1944 : Four Jills in a Jeep